# María Luisa Bemberg: El eco de mi voz
María Luisa Bemberg: El eco de mi voz es una película documental argentina dirigida por Alejandro Maci.
La cinta fue nominada a mejor documental en la 71° edición de los Premios Cóndor de Plata.

## Sinopsis
A partir de la grabación en casete de las últimas conversaciones de María Luisa Bemberg. El documental retrata la audacia y el talento de una mujer que rompió con las comodidades de su vida familiar para convertirse en pionera y referente ineludible de las directoras que seguirían sus pasos. Un valioso estudio sobre una importante figura del cine y del feminismo en Argentina.

## Elenco
- María Luisa Bemberg
- Lita Stantic (voz)
- Susú Pecoraro (voz)
- Graciela Borges (voz)

## Premios y nominaciones
| Premio                  | Fecha              | Categoría        | Nominado                              | Resultado | Ref.  |
| ----------------------- | ------------------ | ---------------- | ------------------------------------- | --------- | ----- |
| Premios Cóndor de Plata | 22 de mayo de 2023 | Mejor documental | María Luisa Bemberg: El eco de mi voz | Pendiente | [ 1 ] |